# 高松敬治
高松 敬治（たかまつ けいじ、1920年（大正9年）10月20日 - 1989年（平成元年）8月27日）は、日本の内務・警察官僚。富山県出身。

## 概要
東京帝国大学法学部卒業後、高等試験に合格し、1942年に内務省に入省し、警保局に勤務。1946年に内務省調査局に勤務
。1947年に新潟県警察部警務課長、1948年に国家地方札幌警察管区本部刑事部捜査課長、1949年に国家地方警察本部刑事部捜査課課長補佐、1954年に警視庁刑事部捜査第二課長、1956年に山形県警本部長、1957年に北海道警察本部警務部長、1958年に大阪府警察本部刑事部長、1960年に警察庁刑事局鑑識課長、1961年に防衛庁人事局人事第一課長、1963年に警察庁刑事局捜査第二課長、同年に警察庁刑事局捜査第一課長、1966年に静岡県警本部長を歴任した。静岡県警本部長時代の1968年に金嬉老事件が発生し、事件処理にあたった。同年に大阪府警察本部長、1969年に警察大学校校長、同年に警察庁刑事局長、1972年に防衛施設庁長官を歴任した。1974年に退官。
退官後は、日本電気理事に就任した。